# Cot Tarom Tunong
Cot Tarom Tunong is een bestuurslaag in het regentschap Bireuen van de provincie Atjeh, Indonesië. Cot Tarom Tunong telt 1091 inwoners (volkstelling 2010).